# Leo Clijsters
Leo Albert Jozef Clijsters (ur. 9 listopada 1956 r. w Opitter, Belgia, zm. 4 stycznia 2009 w Gruitrode) znany też jako Lei, był piłkarzem belgijskim, grającym na pozycji obrońcy.
Karierę zaczynał w klubie Opitter FC. Później grał w Club Brugge, KSK Tongeren, Patro Eisden Maasmechelen, Thor Waterschei, KV Mechelen i RFC Liège. Z KV Mechelen osiągnął największe sukcesy. Zdobył z tym klubem Puchar Belgii w 1987, Puchar Zdobywców Pucharów i Superpuchar Europy w 1988 oraz mistrzostwo w 1989 będąc kapitanem zespołu. W 1988 został uznany za najlepszego piłkarza ligi belgijskiej.
W drużynie narodowej zagrał 40 razy. Grał na mundialu w 1986 i mundialu w 1990.
Po zakończeniu kariery sportowej, pracował jako trener z Patro Eisden, AA Gent, Lommel SK i Diest.

## Życie prywatne
Miał jednego brata, Johannesa Jacobusa Clijsters.
W 1982 roku poślubił Els Vandecaetsbeek, wielokrotną mistrzynię Belgii w gimnastyce, młodszą od niego o dziewięć lat.
8 czerwca 1983 w Bilzen urodziła się pierwsza córka pary, Kim Antonie Lode Clijsters, która została wybitną tenisistką, liderką rankingu światowego i zwyciężczynią sześciu turniejów wielkoszlemowych. Od 2007 jest żoną Briana Lyncha, amerykańskiego koszykarza.
18 stycznia 1985 w Bilzen przyszła na świat ich druga córka, Elke Karin Louis Clijsters, również tenisistka. W latach 2008–2016 jej mężem był Jelle Van Damme, belgijski piłkarz.
Leo Clijsters i jego żona rozwiedli się wiosną 2005.
Ma pięcioro wnuków, w tym dwóch noszących jego imię: Cruz Leo Van Damme (ur. 2009) i Jack Leon Lynch (ur. 2013).